# Kamsack
Kamsack es un pueblo canadiense situado en la provincia de Saskatchewan.

## Superficie
Kamsack tiene una superficie de 5,67 km².

## Demografía
En 2021, tenía 1779 habitantes, una densidad poblacional de 313,5 hab./km², y 903 viviendas.